# Agua de Bueyes
Agua de Bueyes es una localidad española del municipio de Antigua, perteneciente a la provincia de Las Palmas, en la comunidad autónoma de Canarias.

## Historia
Hacia mediados del siglo XIX, el lugar era referido como un pago ya perteneciente al ayuntamiento de Antigua. Aparece descrito en el primer volumen del Diccionario geográfico-estadístico-histórico de España y sus posesiones de Ultramar de Pascual Madoz con las siguientes palabras:

AGUA DE BUEYES: pago de la isla de Fuerteventura, prov. de Canarias, part. jud. de Teguíse: jurisd. y felig. de La Antigua: sit. en unas lomas poco inclinadas que se hallan al pie de las montañas, que desde la v. se corren al SO.; tiene una buena ermita; es terreno muy propio para arboleda de que en otro tiempo estuvo cubierto; y si se plantaran los valles que descienden de las montañas, volveria á tenerlos tan buenos como antes, con las ventajas que llevan consigo, especialmente en un pais en que los rocios de la mañana son los que suplen la escasez de las aguas para el riego; con las que estraen por medio de minas del barranco, y á brazo de algunos pozos, riegan diferentes pequeños trozos de tierra. En cuanto á prod., pobl., riqueza y contr. (V. La Antigua).
(Madoz, 1845, p. 121)

En 2022, la entidad singular de población tenía empadronados 302 habitantes y el núcleo de población, 201.